# Roestprinia
De roestprinia (Prinia rufescens) is een zangvogel uit de familie Cisticolidae.

## Verspreiding en leefgebied
Deze soort komt voor in het zuidoosten van Azië en telt zes ondersoorten:
- P. r. rufescens: van noordoostelijk en oostelijk India tot zuidelijk China en centraal Myanmar.
- P. r. beavani: van zuidoostelijk Myanmar, noordelijk en centraal Thailand tot noordelijk Indochina.
- P. r. dalatensis: het zuidelijke deel van Centraal-en zuidelijk Vietnam.
- P. r. objurgans: zuidoostelijk Thailand en zuidelijk Cambodja.
- P. r. peninsularis: noordelijk en centraal Maleisië.
- P. r. extrema: zuidelijk Maleisië.

## Status
De grootte van de populatie is niet gekwantificeerd maar de soort wordt omschreven als plaatselijk algemeen in het grootste deel van zijn verspreidingsgebied. Op de Rode lijst van de IUCN heeft deze soort de status niet bedreigd.